# 뚜르드 프랑스: 기적의 레이스
《뚜르드 프랑스: 기적의 레이스》(프랑스어: La Grande Boucle)는 2013년 공개된 프랑스의 코미디 영화이다.

## 출연

### 주연
- 클로비스 코르니악
- 보리 라네스
- 아리 아비탄

### 조연
- 브루노 로쳇
- 엘로디 부셰즈
- 앙드레 마르콩
- 로즈 카프라이스
- 아닉 크리스티앙
- 폴 그라니어
- 두두 마스타
- 미셀 페라시
- 버나드 히눌트
- 로랑 야르버트
- 로랑 야르버트
- 넬슨 몬포트
- 미쉘 드러커
- 필리프 라슈
- 브루노 게오리스
- 리튼 리에브먼
- 프랑소와 베류
- 티볼트 드 루시
- 크리스토프 로씨뇽
- 마크 로버트
- 가이 암럼
- 리처드 새멀
- 요한 레비
- 디디에 필립-제라드
- 웬디 니에토
- 야니스 아이소위
- 세바스찬 마그네
- 세바스티앙 랑드리
- 브누아 시너
- 마티에 끌로
- 데미안 샤롯
- 실뱅 가베트
- 장-노엘 마틴
- 재클린 듀틸레울
- 리에스 벨리도우니
- 토니 크리스토프
- 쟝-피에르 벡커
- 에미리 하야시
- 엠마뉴엘 호크
- 쟈스민 드지아돈
- 제니퍼 니콜라스
- 프레드 뜨루네르
- 앙투안느 스베르나
- 장-바티스트 브레쏠
- 세르쥬 아크닌
- 프란시스 페리에
- 징키 르커널리에
- 모건 니켓
- 세바스티앙 퐁텐

## 기타
- 사운드슈퍼바이저: 기욤 부샤띠에
- 미술: 아르노 드 모레론
- 시각효과: 알랭 카르수
- 의상: 엠마뉴엘 유치노브스키
- 섭외: 피에르-자크 베니초우
- 프로덕션매니저: 수사나 안투느스
- 프로덕션매니저: 쟝-필립 아비널